# FHEM
FHEM è un sistema di automatizzazione modulare open source. Programmato in perl, multipiattaforma (linux, macos, windows...), supporta diversi sensori e attuatori per la domotica.
FHEM necessita di un  server 24/7 (Fritz!Box, NAS, RPi, PC, MacMini, etc) e di hardware per controllare i diversi sensori/attuatori
I seguenti protocolli sono già stati implementati da volonterosi programmatori:
- eQ3 specific: FS20, HomeMatic, MAX!, EM1000, FHT80b, HMS, S300, ESA2000
- KNX, ZWave, EnOcean, X10, FRITZ!Dect, Intertechno, HomeEasy, Philipps HUE
- 1Wire, Firmata, webio, panStamp, LIRC, JeeLink, RFXCOM/RFXTRX, TellStick
- Davis VantagePro2, Oregon Scientific, Allnet
- StiebelEltron/Tecalor THZ/LWZ heatpump,Buderus Gateway
- TVs Samsung/Panasonic/LG/Philips, Sonos/Squeezebox, amplificatori Yamaha/Denon/Onkyo, iTunes/AppleTV, Enigma2, XBMC

Diversi altri moduli si occupano di interfaccia utente, grafici, messaggistica, logs...
Ogni modulo ha un responsabile che oltre a sviluppare/migliorare il software fornisce supporto nel forum.
Il forum è quasi tutto scritto in lingua tedesca. Molti sviluppatori rispondono anche a domande in inglese, alcuni anche in italiano.
FHEM salva i dati provenienti dai vari sensori in file o database; come default i dati vengono salvati in locale. In altre parole FHEM incoraggia il cloud-free.